# Christophe Looten

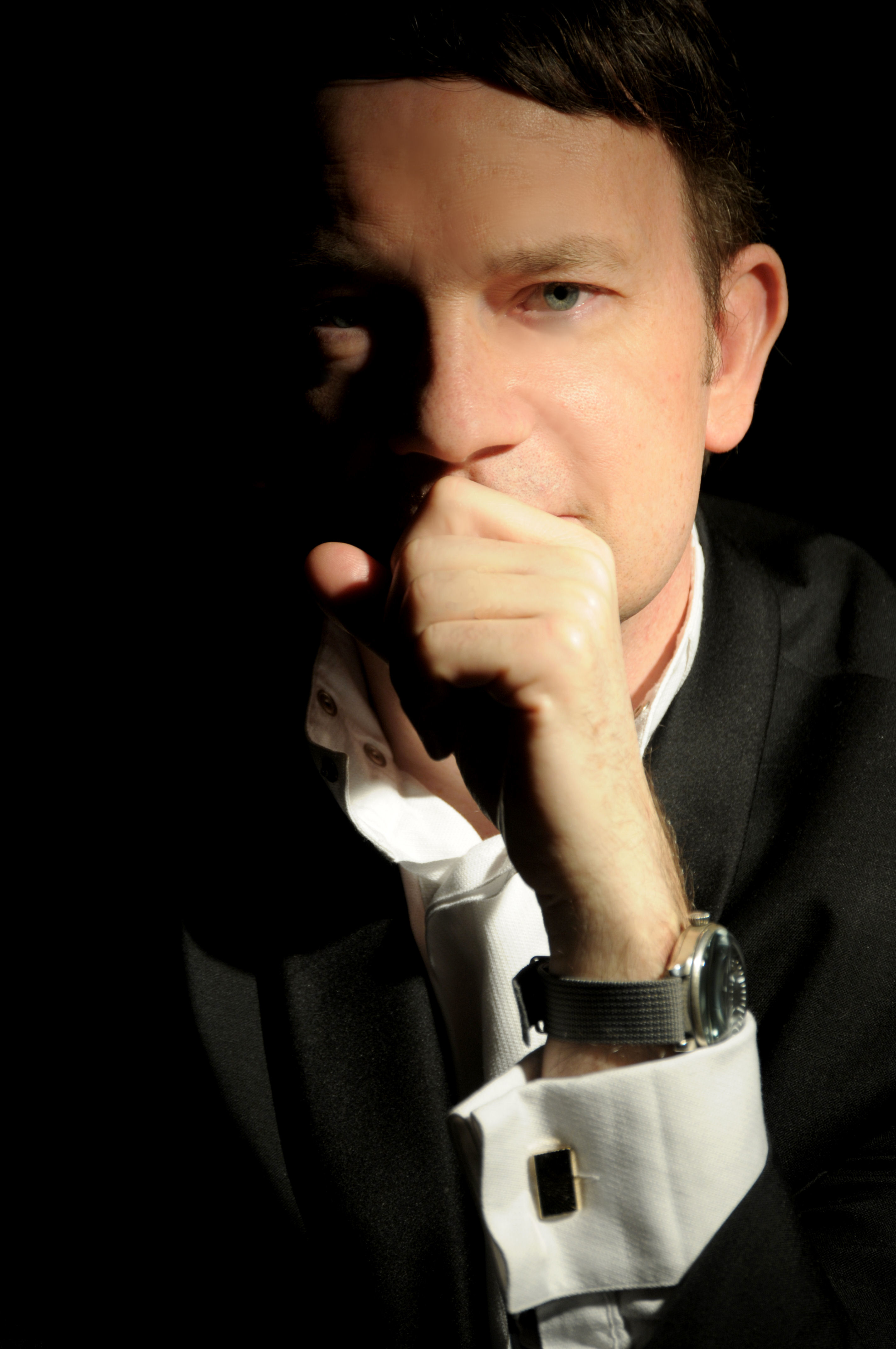
Christophe Looten

Christophe Looten (* 5. April 1958 in Bergues) ist ein französischer Komponist.

## Leben
Looten begann im Alter von sieben Jahren als Schüler eines einheimischen Organisten mit dem Komponieren von Musik. Als Schüler der „École du Louvre“ trat er als Best-Nominierter ins „Conservatoire National Supérieur de Paris“ ein. Er erhielt zahlreiche Preise sowie eine Professur für Analyse und Geschichte im Conservatoire à rayonnement régional (CNR) von Limoges. Dort verpflichtete er sich auch für einen Ästhetik-Kurs an der Faculté des Lettres.
1987 wurde er zum „Pensionnaire de l'Etat“ ernannt und verbrachte zwei Jahre in der Casa de Velázquez in Madrid. Anschließend erhielt er das „Bourse Lavoisier“ Stipendium, welches ihm einen Aufenthalt in den Vereinigten Staaten ermöglichte. Während seines Aufenthalts erlangte Looten mehrere fellowships. Als Composer in Residence am Wellesley College (USA) erhielt er 1991 den „Prix Alea“, sowie den „Prix de composition de Besançon“ für sein Drittes Streichquartett. Zurück in Frankreich beschloss er, sich ganz der Komposition zu widmen, und erhielt zahlreiche Preise (SACEM, Jolivet etc.).
Das Round Top Festival Institute (Texas) lud ihn mehrere Male als Compositeur en résidence ein. Dort wurden einige seiner Werke uraufgeführt, wie das Kammerkonzert, das Book of Angels und sein Klavierquartett.
1998 kehrte er im Rahmen des Fulbright-Programms in die USA zurück, bevor er für 2½ Jahre, als Compositeur en résidence, in die Region Nord-Pas-de-Calais berufen wurde. Looten schrieb dort zahlreiche Werke, die zur Aufführung gelangten, darunter Apparition de la Cité d'or, komponiert als „pièce imposée“ für Klavier, im Rahmen des „concours de médaille d'or“.
Im Jahre 2000 wurde seine Erste Symphonie von Radio France aufgeführt, während seine zweite Oper Médée de Thessalonique - nach einem Text von Frédéric Lenormand - (im Auftrag des französischen Kulturministeriums, unter der Produktion von „Clef des Chants“ und der Koproduktion der „Ars Nova“), in der Inszenierung von Vincent Goethals, durch das Ensemble Ars Nova, unter der Leitung von Philippe Nahon, im Théâtre d'Arras aufgeführt wurde. Die Titelrolle sang Nicole Kuster. Im selben Jahr wurde er mit dem Titel Chevalier des Arts et des Lettres geehrt (2015, Officier des Arts et Lettres).
Die Organisatoren des Bonner Beethovenfestes beauftragten ihn mit der Komposition der Gottes Namen Litanei für Solisten, Chor, Orgel und Orchester. Nach der erfolgreichen Uraufführung im Rahmen des internationalen Beethovenfestes im Bonner Münster im September 2002 erhielt er vom Beethovenfest einen weiteren Kompositionsauftrag für die Bonner Messe, für 4 Solisten, Chor, Orgel und Orchester. Dieses in drei Teile gegliederte Werk (Gloria, Litanei und Sanctus), wurde zusammen mit Beethovens Missa solemnis am 23. September 2003 aufgeführt. Beethovens Gloria und Sanctus wurden durch diejenigen von Looten ersetzt, und die Messe wurde durch Litaneien – nach altem, in Deutsch gesungenem Brauch – vervollständigt. Thomas Neuhoff dirigierte den Chor des Kölner Bachvereins, den Philharmonischen Chor der Stadt Bonn und die Kammerphilharmonie Amadé.
Weitere Erfolge waren die Komposition Sind Blitze, sind Donner, uraufgeführt in Lille, sowie die Uraufführung seines zweiten Cello-Oktettes Addio im Muziekgebouw aan ’t IJ in Amsterdam.

## Bi-pentatonischer Modus
Christophe Looten entwickelte 1981 eine bi-pentatonische Tonleiter, die er seitdem bei seinen Kompositionen anwandte. Der Gebrauch dieser Tonleiter, die auf die 12 chromatischen Halbtonstufen einer Oktave transponierbar ist, stellt nach Looten eine Bereicherung dar, sowohl im Ausdruck, als auch in der Struktur. Auf 10 Tönen aufgebaut (die zwei fehlenden bleiben ausgeschlossen, sofern sie nicht für den Übergang in eine andere Tonart eingefügt werden), stellt sie dem nicht tonal schreibenden Komponisten alle strukturellen, rhetorischen und symbolischen Möglichkeiten, welche sich auch in der tonalen Sprache anbieten, zur Verfügung.

## Werke
Die Werke von Christophe Looten werden bei Universal, Billaudot, Leduc, Durand und seit 2007 im neu gegründeten Verlag Musica-nova herausgegeben.

### Opern
- Médée de Thessalonique
- Puccini

### Werke für Orchester
- Sind Blitze, sind Donner, Orchestre National de Lille (2005)
- Rejoice greatly (2004)
- Première Symphonie, Radio-France (2000)
- In lumine Lumen, “Luxemburg, Kultur Hauptstadt” (1995)
- Book of Angels, Doppelkonzert für Violine, Cello und Orchester (1994)
- Les Mains ailées, Zweites Violinkonzert (1992)
- Kammerkonzert, Erstes Violinkonzert (1991)
- Triplum, für Orchester
- Antanaclasis
- (1986)
- Regards, für Doppelchor und großes Orchester (1984)
- Rite (1981)

### Vokalwerke
- Mourning, für Alt und Streichquartett (2008)
- Missa Mirabilis Dominus, für Sopran, gemischten Chor, Orgel und Chororgel (2007)
- Von Jahr zu Jahr, für gemischten Chor, Kinderchor und 3 Posaunen (2005)
- Threni, für 4 Sopranstimmen, 4 Altstimmen, 5 Posaunen und Kind (Sprecher) (2004)
- Bonner Messe, für 4 Solisten, Chor, große Orgel und Orchester (2003)
- Gottes Namen Litanei, für 4 Solisten, Chor, Orgel und Orchester (2002)
- L’Appel de Conakry, für Sopranstimme, Kinderstimme (Sprecher) und 15 Instrumente (2000)
- Vœux, für 2 Kinderchöre und 6 Schlagzeuger, Spieler (1999)
- Trois Poèmes de Stéphane Mallarmé, für Sopran, 2 Flöten, 2 Klarinetten, Streichquartett und Klavier (1997)
- L'Isle blanche, Liederzyklus (9 Lieder) für Sopran und Klavier auf Texte von H.D.
- Absalom, Geistliche Kantate für Sopran, Alt, Bariton und 7 Instrumente (1993)
- L’Arbre dans l'oreille, für Sopran und 7 Instrumente (1989)
- Salve Regina, für Kinderchor und Orgel (1982)

### Vokalwerke a cappella
- Audi tellus, für Doppelchor und 4 Solisten (2006)
- Stabat Mater, für 4 Stimmen a cappella (2004)
- Motette zur Passionszeit, für gemischten Chor a cappella (2002)
- Fragmentum Libri Apocalypsis, für 4 Solisten und sechsstimmigen Chor (1985)
- Officium tenebrarum, für 11 Solisten (1981)

### Kammermusik
- Les sept dernières paroles du Christ en croix, für Streichquartett (2008)
- Quartett-Satz, für Streichquartett (2005)
- Addio, für 8 Celli (2004)
- Sextuor à cordes  Streichsextett (1999)
- Exsultate, Terzett für Flöte, Viola und Klavier (1997)
- Nocturnal, für 8 Celli (1998)
- 4 Quatuors à cordes, Streichquartette (1996, 1990, 1989)
- Quatuor avec piano (1994)
- Version 2, für Klarinette, Violin, Cello und Schlagzeug (1988)
- Mémorial, für Flöte, Klarinette, Klavier und Streichtrio (1998)
- Trio Pax Tibi Marce Evangelista Meus, für Flöte, Cello und Klavier (1987)
- Tombeau (pour Cent ans de solitude), für Viola, Kontrabass und Schlagzeug (1987)

### Werke für Tasteninstrumente
- Gloires, für Orgel (2006), "Trois pièces à l'usage des paroisses", Op. 69: Dieu est saint, Dieu est bon et Dieu est grand
- Ach, wie flüchtig, ach, wie nichtig, Commentaire pour orgue de la Cantate BWV 26 für Orgel (2006)
- Visages, 10 Variationen für Klavier über “Ah vous dirais-je, Maman ?” (1998)
- Apparition de la Cité d'or, für Klavier (1998)
- San Girolamo legente, für Klavier (1994)
- Kassope, für Flöte (1993)
- Sacra Conversazione, für Klavier (1992)
- Ennaratio, für 2 Klaviere (1991)
- Langues de feu, für Orgel zu 4 Händen (1990)
- … Incoronato poeta, für Klavier (1990)
- Livre pour orgue, 11 Stücke für Orgel (1988)
- De temps et d’eau, für Cembalo (1988)

## Schriften
Christophe Looten hat neben seiner kompositorischen Tätigkeit verschiedene Bücher und Artikel geschrieben, die noch nicht ins Deutsche übersetzt wurden.
- Dans la tête de Richard Wagner, Éditions Fayard (2011)
- "Bons baisers de Bayreuth", Editions Fayard (2013) (Briefe)
- L'important, ce sont les petites notes, recueil de 14 essais sur Wagner, Strauss, Bach, Puccini (Éditions Musica-nova), 2008
- Visites à Richard Wagner, préface, présentation et notes de la réédition des Souvenirs de Judith Gautier - Éditions Le Castor Astral, 1992
- Organiser le chaos, pour l’élaboration d’un système de composition musicale, Mélanges de la Casa de Velázquez, 1987